# SkyscraperCity
SkyscraperCity is een internetforum dat zich oorspronkelijk richtte op de hoogbouwontwikkelingen in de wereld. Inmiddels worden diverse aspecten van het 'stedelijke' bediscussieerd.
Het forum is ontstaan bij het samengaan van diverse lokale fora, medio 2001. Het forum telt zo'n 13 jaar na oprichting ruim 810.000 leden en meer dan 78 miljoen posts. Rotterdammer Jan Klerks beheert het gehele forum. Belangrijke onderdelen van het forum zijn onder meer:
- Updates Forum; hier worden alle torens in de wereld die in aanbouw zijn gevolgd
- Urban Photo Contest; hoog aangeschreven wekelijkse fotografiewedstrijd [bron?]
- Local Forums; in aparte lokale fora kunnen leden in hun eigen taal met elkaar praten (hoewel er in sommige lokale forums vaak Engels gebruikt wordt). Er is een specifieke Nederlandse sectie ("Holland Hoogbouw Forums") en een Belgisch tweetalig subforum ("Be. Forum"). Ook lokale ontwikkelingen worden hier gevolgd.
- Skybar; waar niet-hoogbouw gerelateerde onderwerpen besproken worden.

Het bekijken, aanmelden en posten in de fora is gratis. Opbrengsten haalt men uit Google AdSense, tekstadvertenties beheerd door zoekmachine Google. Dit was een maatregel omdat het oorspronkelijk 'hobby-project' erg groot was geworden en daardoor onbetaalbaar bleek.